# Koh-i-Sultan
Koh-i-Sultan es un estratovolcán extinto de la era del Pleistoceno en el cinturón magmático Chagai de Baluchistán, Pakistán. El volcán se caracteriza por una caldera, que ha sido objeto de exploraciones minerales recientes. Depósitos de azufre se pueden encontrar en el lado sur del volcán, así como manantiales de agua caliente alrededor del cráter de Miri. Hay dos picos, Koh-i-Sultán del Este, a 2030 metros, y Koh-i-Sultán del Oeste, a 2340 metros.